# 蒂扎盖
蒂扎盖（法語：Tuzaguet，法語發音：[tyzaɡɛ]）是法国上比利牛斯省的一个市镇，属于巴涅尔德比戈尔区。

## 地理
蒂扎盖（43°4'37"N, 0°26'26"E）面积7.72 平方千米，位于法国奧克西塔尼大區上比利牛斯省，该省份为法国西南部内陆省份，北至热尔省，西接大西洋比利牛斯省，南与西班牙接壤，东临上加龙省。
与蒂扎盖接壤的市镇（或旧市镇、城区）包括：康塔乌斯、阿内尔、比祖、埃斯卡拉、蒙图塞、内斯特河畔圣洛朗。

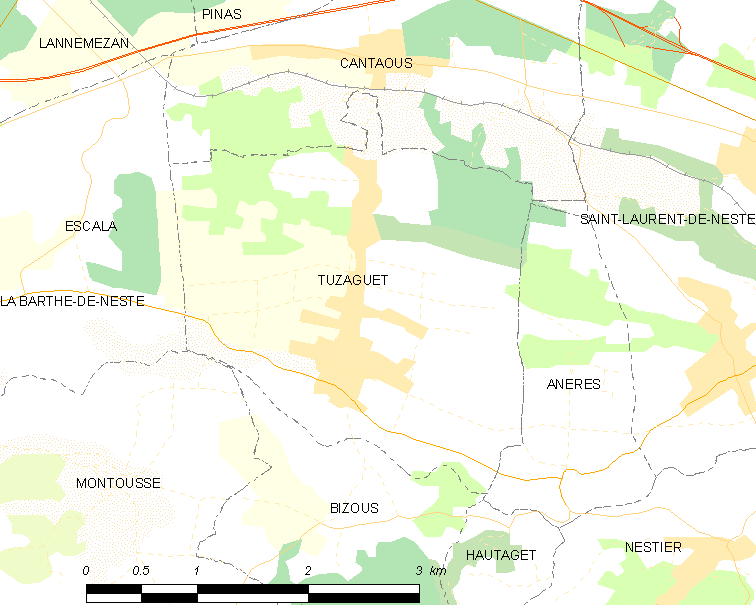
蒂扎盖的OSM定位图

蒂扎盖的时区为UTC+01:00、UTC+02:00（夏令时）。

## 行政
蒂扎盖的邮政编码为65150，INSEE市镇编码为65455。

## 政治
蒂扎盖所属的省级选区为巴鲁斯谷县。

## 人口

1962-2008年间蒂扎盖人口变化图示

蒂扎盖于2022年1月1日时的人口数量为425人。